# 가행정행위
가행정행위는 사실관계인 법률관계의 계속적인 심사를 유보한 상태에서 당해 행정법관계의 권리의 의무를 잠정적으로 확정하는 내용을 그 규율대상으로 하는 행정작용이다. 예를 들어 물품수입에 있어서 일단 잠정세율을 적용하여 부과처분을 하였다가 나중에 확정세율을 적용하여 부과처분을 정하는 경우나 국가공무원법 제73조의3 제1항 3호에 의하여 징계의결이 요구중인 자에게 잠정적으로 직위를 해제하는 경우 등이 있다.

## 특징
가행정행위는 [1] 사실관계와 법률관계에 대한 개략적인 심사에 기초하여 행하여진다는 점, [2] 종국적인 결정이 있을 때까지 잠정적인 효력만이 인정된다는 점, [3] 본행정행위에 대해 구속력을 미치지 않는다는 점의 특징을 가지고 있다.

## 참고 문헌
- 김철용, 행정법, 고시계사, 2012. ISBN 9788958223832

## 같이 보기
- 행정행위